# Michael Folorunsho
Michael Ijemuan Folorunsho (Roma, 7 de fevereiro de 1998) é um futebolista italiano de ascendência nigeriana que atua como meio-campista. Atualmente, joga pelo Cagliari, emprestado pelo Napoli.

## Carreira
Depois de passar por Vigor Perconti, Tor Sapienza e Savio, Folorunsho defendeu as categorias de base da Lazio por 3 temporadas, mas não chegou a ser promovido ao time principal (embora tivesse sido relacionado para o jogo contra a Internazionale pelas quartas-de-final da Copa da Itália, em janeiro de 2017, vestindo a camisa 98), tendo que iniciar a carreira profissional no Virtus Francavilla, equipe da Série C italiana, estreando em julho do mesmo ano contra o Imolese, na primeira fase da edição seguinte, enquanto a primeira partida na terceira divisão foi contra o Lecce, em agosto. Em fevereiro de 2018, marcou seu primeiro gol no empate por 2 a 2 com o Sicula Leonzio. No total, o meio-campista atuou em 66 partidas (61 pela Série C e 5 pela Copa da Itália) e marcou 8 gols.[carece de fontes?]
Em julho de 2019, foi contratado pelo Napoli, mas não chegou a disputar nenhuma partida oficial com a camisa dos Partenopei, sendo emprestado 2 dias depois ao Bari, onde também atuaria na temporada 2022–2023. Folorunsho ainda seria cedido para Reggina (2020–2021 e 2022) e Pordenone (2021–2022).
Em agosto de 2023, o Napoli emprestou Folorunsho pela sexta vez, desta vez ao Hellas Verona. Pelos Mastini, foram 34 jogos e 5 gols na temporada.[carece de fontes?]
Em 11 de janeiro de 2025, após 7 jogos pelo Napoli (6 pela Série A e um pela Copa da Itália) Folorunsho foi emprestado a Fiorentina com uma cláusula de opção de compra.

## Carreira internacional
Descendente de nigerianos, Folorunsho foi convocado por Luciano Spalletti para os amistosos contra Venezuela e Equador em março de 2024, mas não saiu do banco de reservas.[carece de fontes?]
Incluído na lista de convocados para a Eurocopa de 2024, estreou com a camisa da Squadra Azzurra como substituto de Davide Frattesi, que havia marcado o gol da vitória por 1 a 0 sobre a Bósnia e Herzegovina, em amistoso disputado na cidade de Empoli. O atacante não disputou nenhuma das 4 partidas na campanha da seleção na Eurocopa, encerrada com a eliminação nas oitavas-de-final pela Suíça.

## Títulos
Napoli
- Série A: 2024–25

### Individuais
- Gol do Mês da Série A: fevereiro de 2024[14]